# Pretend (nummer)
"Pretend" is een lied dat in 1952 werd geschreven door Dan Belloc, Lew Douglas, Cliff Paraman en Frank Levere. Bekende versies van het nummer zijn opgenomen door Nat King Cole en Alvin Stardust.

## Achtergrond
De eerste succesvolle versie van "Pretend" werd begin 1953 een hit voor Nat King Cole, die de derde positie in de Amerikaanse Billboard Hot 100 en de tweede plaats in de Britse UK Singles Chart behaalde. In 1961 nam hij het opnieuw op voor zijn album The Nat King Cole Story. Andere versies die in 1953 de Billboard Hot 100 behaalden, waren die van Ralph Marterie (plaats 16) en Eileen Barton (plaats 18). In 1957 kwam Tab Smith tot plaats 89 met zijn cover, terwijl Carl Mann in 1959 plaats 57 behaalde.
In Europa bracht Alvin Stardust de meest succesvolle versie van "Pretend" uit. Zijn cover was gebaseerd op de versie van Carl Mann. In 1981 behaalde hij de vierde plaats in zijn thuisland, het Verenigd Koninkrijk. In de Nederlandse Top 40 en een voorloper van de Vlaamse Ultratop 50 werd het een nummer 1-hit, terwijl in de Nederlandse Nationale Hitparade de derde plaats werd gehaald. Ook in onder meer Ierland, Nieuw-Zeeland en Oostenrijk behaalde deze single de top 10.
Andere artiesten die "Pretend" gecoverd hebben, zijn onder meer Buzz Clifford, Sammy Davis jr., Marvin Gaye, Gerry & the Pacemakers (ook in een versie met The Everly Brothers), Georgia Gibbs, Brenda Lee, Johnny Preston, Henri René, Keely Smith, Tielman Brothers en Don Williams.

## Hitnoteringen
Alle hitnoteringen zijn gehaald door de versie van Alvin Stardust.

### Nederlandse Top 40
| Hitnotering: 10-10-1981 t/m 09-01-1982 | Hitnotering: 10-10-1981 t/m 09-01-1982 | Hitnotering: 10-10-1981 t/m 09-01-1982 | Hitnotering: 10-10-1981 t/m 09-01-1982 | Hitnotering: 10-10-1981 t/m 09-01-1982 | Hitnotering: 10-10-1981 t/m 09-01-1982 | Hitnotering: 10-10-1981 t/m 09-01-1982 | Hitnotering: 10-10-1981 t/m 09-01-1982 | Hitnotering: 10-10-1981 t/m 09-01-1982 | Hitnotering: 10-10-1981 t/m 09-01-1982 | Hitnotering: 10-10-1981 t/m 09-01-1982 | Hitnotering: 10-10-1981 t/m 09-01-1982 | Hitnotering: 10-10-1981 t/m 09-01-1982 | Hitnotering: 10-10-1981 t/m 09-01-1982 | Hitnotering: 10-10-1981 t/m 09-01-1982 |
| Week                                   | 1                                      | 2                                      | 3                                      | 4                                      | 5                                      | 6                                      | 7                                      | 8                                      | 9                                      | 10                                     | 11                                     | 12                                     | 13                                     |                                        |
| -------------------------------------- | -------------------------------------- | -------------------------------------- | -------------------------------------- | -------------------------------------- | -------------------------------------- | -------------------------------------- | -------------------------------------- | -------------------------------------- | -------------------------------------- | -------------------------------------- | -------------------------------------- | -------------------------------------- | -------------------------------------- | -------------------------------------- |
| Nummer                                 | 21                                     | 20                                     | 13                                     | 7                                      | 6                                      | 3                                      | 2                                      | 1                                      | 1                                      | 3                                      | 8                                      | 12                                     | 34                                     | uit                                    |

### Nationale Hitparade
| Hitnotering: 10-10-1981 t/m 16-01-1981 | Hitnotering: 10-10-1981 t/m 16-01-1981 | Hitnotering: 10-10-1981 t/m 16-01-1981 | Hitnotering: 10-10-1981 t/m 16-01-1981 | Hitnotering: 10-10-1981 t/m 16-01-1981 | Hitnotering: 10-10-1981 t/m 16-01-1981 | Hitnotering: 10-10-1981 t/m 16-01-1981 | Hitnotering: 10-10-1981 t/m 16-01-1981 | Hitnotering: 10-10-1981 t/m 16-01-1981 | Hitnotering: 10-10-1981 t/m 16-01-1981 | Hitnotering: 10-10-1981 t/m 16-01-1981 | Hitnotering: 10-10-1981 t/m 16-01-1981 | Hitnotering: 10-10-1981 t/m 16-01-1981 | Hitnotering: 10-10-1981 t/m 16-01-1981 | Hitnotering: 10-10-1981 t/m 16-01-1981 | Hitnotering: 10-10-1981 t/m 16-01-1981 | Hitnotering: 10-10-1981 t/m 16-01-1981 |
| Week                                   | 1                                      | 2                                      | 3                                      | 4                                      | 5                                      | 6                                      | 7                                      | 8                                      | 9                                      | 10                                     | 11                                     | 12                                     | 13                                     | 14                                     | 15                                     |                                        |
| -------------------------------------- | -------------------------------------- | -------------------------------------- | -------------------------------------- | -------------------------------------- | -------------------------------------- | -------------------------------------- | -------------------------------------- | -------------------------------------- | -------------------------------------- | -------------------------------------- | -------------------------------------- | -------------------------------------- | -------------------------------------- | -------------------------------------- | -------------------------------------- | -------------------------------------- |
| Nummer                                 | 19                                     | 12                                     | 12                                     | 7                                      | 6                                      | 3                                      | 4                                      | 3                                      | 5                                      | 6                                      | 7                                      | 13                                     | 22                                     | 41                                     | 39                                     | uit                                    |

### NPO Radio 2 Top 2000
| Nummer met noteringen in de NPO Radio 2 Top 2000 | '99  | '00  | '01  |
| ------------------------------------------------ | ---- | ---- | ---- |
| Pretend                                          | 1570 | 1461 | 1285 |

1. ↑  Een vetgedrukt getal geeft de hoogste notering aan.
2. ↑  Deze tabel is bijgewerkt tot en met de laatste editie (2024).